# Nationaal Songfestival 1994
Het Nationaal Songfestival in 1994 vond op 26 maart van dat jaar plaats in het AT & T Danstheater in 's-Gravenhage. Het werd gepresenteerd door Paul de Leeuw. Van tevoren was al bekendgemaakt dat zangeres Willeke Alberti Nederland ging vertegenwoordigen op het Eurovisiesongfestival; tijdens het Nationaal Songfestival werd beslist welk liedje ze in Dublin zou gaan zingen.

## Liedjes
De acht liedjes die Alberti ten gehore bracht, waren begin maart 1994 gekozen door een jury bestaande uit Alberti zelf, Ruth Jacott, dirigent Harry van Hoof, presentator Willem van Beusekom en muziekproducer Roy Beltman. Het ging om de volgende songs:
| Plaats | Lied              | Auteurs                             | Punten |
| ------ | ----------------- | ----------------------------------- | ------ |
| 7      | Deja vu           | P. Koopman / J. Englebert           | 47     |
| 4      | Zonder jou        | B. Drossaers / A.J.J. Smulders      | 56     |
| 5      | Dromen            | P. van Asten                        | 55     |
| 1      | Waar is de zon    | C. van Doesburgh / E. Schimscheimer | 91     |
| 8      | Laat ons dansen   | P. van Asten                        | 37     |
| 2      | Zomaar een dag    | C. Bakker                           | 78     |
| 3      | Tussen jou en mij | J. Fluitsma / E. van Tijn           | 57     |
| 6      | Champagne         | P. Koopman / J. Englebert           | 47     |

Waar is de zon was het winnende liedje, Zomaar een dag werd tweede en Tussen jou en mij derde. Alberti zong, in tegenstelling tot Ruth Jacott het jaar ervoor, live met het Metropole Orkest.

## Reacties
Alberti gaf aan dat Waar is de zon ook het liedje van haar voorkeur was. Ze verwachtte, net zoals Van Beusekom, dat het liedje internationaal hoge ogen zou gaan gooien. Presentator Paul de Leeuw vond dat de formule, waarbij de uitvoerende artiest niet meer verkozen werd, moest veranderen.